# 永曜北小学
永曜北小學，是一所位於廣州市越秀區的小學。

## 名稱沿革
原名迪智學校，解放初期為市二十九小學，後又稱為永曜北小學。

## 歷史
學校創辦於1947年。 2004年，與原廣州市東山區白雲路小學合併，成為東山區一級學校。两校合併之後，在新建成的教學樓上課。2005年1月，被評為廣州市一級學校。

## 校園
學校原屬於麻雀學校，有一棟五層教學樓。在東山區教育綜合改造工程中，新建一棟六層教學樓、一個籃球場和一條塑膠跑道，並重新裝修原教學樓。工程完結後，學校佔地面積達4793平方米，建築面積達5620平方米。按24個教學班的標準配備教室，另配有各科專用場室16間。活動操場達4200平方米，配有80米跑道、標準籃球場。 2012年，2號樓進行了全面安全加固。

## 學校傳統

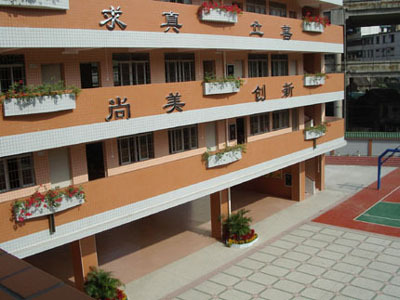
校訓

### 校训

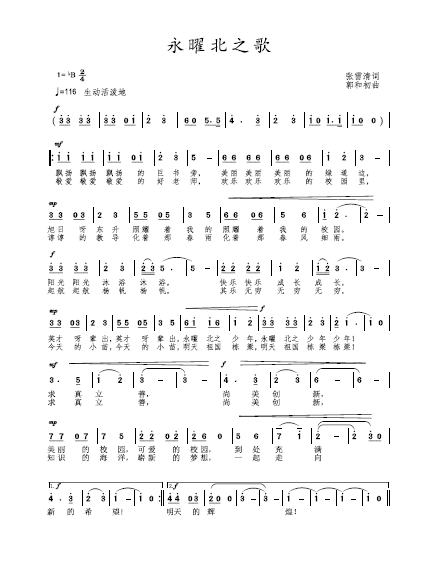
校歌《永曜北之歌》

求真、立善、尚美、創新

### 校歌
《永曜北之歌》

## 圖集

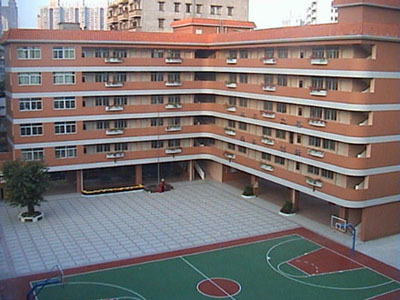
1號樓
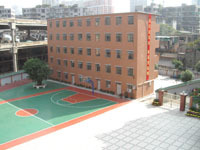
2號樓
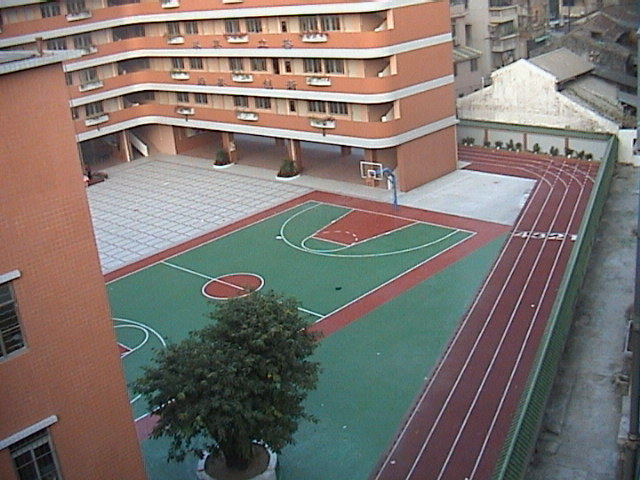
籃球場和跑道
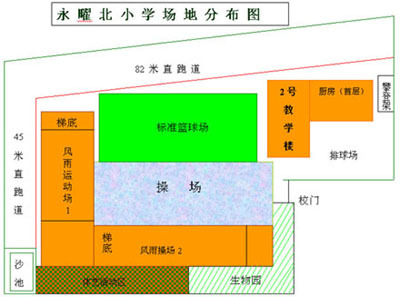
場地分佈圖